# Sanfilippodytes edwardsi
Sanfilippodytes edwardsi är en skalbaggsart som först beskrevs av Wallis 1933.  Sanfilippodytes edwardsi ingår i släktet Sanfilippodytes och familjen dykare. Inga underarter finns listade i Catalogue of Life.